# 風見京子
風見 京子（かざみ きょうこ、1969年11月6日-)は、日本の女優、元AV女優。
女優としては酒井 あずさ（さかい あずさ）名義も並行して使用する。

## 略歴
- 1999年 - 神野 美雪として AV女優デビュー。
- 2001年 - 風見 京子としてフリーランスのAV女優としてデビュー。
- 2008年 - AV女優引退。
- 2002年 - 風見京子と平行して、酒井 あずさとしてピンク映画デビュー。
- 2015年 - 酒井あずさとして一般映画「バット・オンリー・ラブ」出演。以降、酒井あずさとしてピンク映画、一般映画に出演。
- エム性感- エムリズムに在籍。
- 2020年10月、50歳の時に、突如肺腺癌と診断され余命1年と宣告される[3][4]。「正直、死にたかった私からすると長生きすることは、別にいいことではない」という理由から、延命治療は拒否[3]。沖縄に移住して緩和ケアを受ける[4]。宣告から4年間生きれたことで、2023年に東京に再上京。生きている限りは人を楽しませたい、としてボランティア活動、女優活動に努める。
- 2023年にライブ「歌うピンク御殿」に出演し、吉行由実監督と再会。この出会いをきっかけにピンク映画への出演も再開した[4]。

## 出演作品

### アダルトビデオ
2001年
- お姉さんが熱〜いキスを教えてあげる。（10月23日、アロマ企画）
- せんずり女（10月23日、アロマ企画）
- 淫語娘 3 [底なし痴女奥様]（12月17日、アロマ企画）

2002年
- 淫画ダイナマイト 4 [発情淫ら妻号]（1月23日、アロマ企画）
- 朝までオモチャにしてあげる。（2月27日、アロマ企画）
- ザ・夜這い 3（3月15日、東京音光）
- お姉さんに夢中 挑発★美人OL（3月15日、フラワーワークス）
- コスプレ熟女でいたしましょ!（3月21日、鱗太朗商店）
- 奥さん。 お願いイカせて! 第3弾 [バーチャル寸止め]（3月26日、アロマ企画）
- 痴女 愛にひたむきな痴女妻と超エロ娘&美・女教師（5月31日、アテナ映像）
- 痴的妻（6月20日、グローバルメディアエンタテインメント）
- 腰ふり騎乗位（6月26日、アロマ企画）
- 風見京子と一緒に変態旅行をしよう!（6月26日、アロマ企画）
- Eternal Lesbian（9月16日、AVS）
- 昭和遊女伝 新吉原の娼妓たち あ〜欲しいわ こんなにしたん あんたや 早よしてぇ〜!（9月21日、アテナ映像）
- 受験慰安母 知らぬは父親ばかりなり（10月1日、レイディックス）
- 痴女逆犯 〜ストーカー痴女狂気乱舞〜（10月21日、V&Rプランニング）
- 淫蕩義姉妹 喪服の宴 下の巻 京子（10月31日、鱗太朗商店）
- お姉さんとダブルデート（12月1日、レイディックス）

2003年
- 投稿マニア 2 ZIP&アリサ（1月15日、アロマ企画）
- いもむし男 女たちのストレス解消のための玩具 玩具扱いされる男 [番外編]（1月15日、アロマ企画）
- 色情 理髪店（1月18日、フェアエスト）
- Dance Dance Dance Vol.01（1月30日、OFFICE K'S）
- チンポを見たがる女たち 2 病院編（2月1日、MOODYZ）
- 兄弟姉妹（3月25日、アイザックTOKYO）
- エロ漫画家 平口広美 肉弾ルポ「エロ魂」 弐ノ巻（4月5日、ヒビノ）
- 魔性の真珠夫人（5月3日、SODクリエイト）
- 仕事もできてドスケベなOL痴女集団にあなたも飼われてみませんか?（6月10日、ドグマ）
- 男根少女（7月10日、ドグマ）
- 美 熟女ミセス 八（9月19日、U&K）
- 豊麗! 三十路温泉（11月29日、アカデミック）

2004年
- 職業婦人物語 セールスレディVS若奥様（3月9日、AVS）
- Fnce Dance Dance 2（4月5日、OFFICE K'S）
- 痴熟女 男を吸い尽くす本能（4月23日、アカデミック）
- レズ接吻 淫猥熟舌コレクション（5月14日、アロマ企画）
- 女だらけのレズねるとん（5月15日、MOODYZ）
- 咀嚼プレイマニア（6月11日、アロマ企画）
- 憧れの女性 新・親友の母 2（7月17日、グラフィティジャパン）
- 戦争の女たち 母娘陵辱編（8月5日、ヒビノ）
- 続 戦争の女たち 巨乳輪姦（9月23日、ヒビノ）

2005年
- 近親相姦 家庭内淫行（5月25日、マドンナ）
- 先天性淫乱熟女（8月25日、マドンナ）

2006年
- 濡れた双月 山月館連続殺人事件（1月7日、アタッカーズ）
- 巨乳未亡人下宿 4 豊満近親相姦（5月20日、ルビー）
- 社宅マンションの妻たち 2（8月25日、マドンナ）
- 射精管理（12月15日、アロマ企画）
- 帰ってきた短小包茎 笑って嫐って。（12月15日、アロマ企画）

2007年
- バーチャルレイプ [人妻狩り]（1月27日、ルビー）
- 力ずくでいい女を犯す いばりくさった上司（女）/色っぽい弟の嫁/隣に住む小生意気な女学生（3月10日、FAプロ）
- 淫乱お姉さまたちのちんぽこ逆凌辱 2（6月19日、ドグマ）…
- エロス・日本夫人のSEX もんぺ スロース 割烹着 腰巻 肌じゅばん 青姦（7月25日、FAプロ）
- 人生は愛と涙とSEXと 連れ子の娘に教える48手秘戯 初七日の夜に夫の父と肉欲の情交 女房の姉の濡れ具合 締め具合（7月25日、FAプロ）
- ネコとタチ セクシーライダー 青姦と電動バイブと接吻（8月25日、FAプロ）
- 肉欲の戦地 50人に輪された母と娘（8月25日、FAプロ）
- 力ずくの熟女レイプ（10月25日、FAプロ）
- ヘンリー塚本の世界一卑猥な接吻とSEX（11月10日、FAプロ）
- ソレを我慢できない中年女 熟女・痴女・変態女（11月25日、FAプロ）

2008年
- 淫欲痴女の甘い罠 〜3匹の飢えた牝豹たち〜（1月7日、マドンナ）
- ヘンリー塚本 愛欲・性欲・肉欲劇場（7月10日、FAプロ）

発売日不明
- 熟女の囁き（グラスルーツ）
- ベロ舐め貴女（AVS）
- 玩具扱いされる男（アロマ企画）
- THE 義母図鑑 21（メディアタイフーン）
- 朗読自慰（インターロック）
- 吸精妖女 3 非情の女スパイ編（ゴルゴダ）
- 近親相姦物語 第二十四章 〜亡き妻と後妻の男喰い〜（麒麟堂）

## 出演

### 映画
- OL発情 奪う！（2002年、新東宝）[5]
- Kuchisake 口裂け（2005年、インターフィルム）[6]
- 中川准教授の淫びな日々（2008年）
- 黒下着の女 欲情の赤い蜜（2015年2月）[7]
- 純情巨乳 谷間で歌う（2015年4月）[8]
- 変態観察 恥穴むき出し！（2015年5月）
- 熟女ヨガ教室 今夜はギンギン！（2015年6月）
- バット・オンリー・ラヴ（2016年、東風）- 水沢千絵 役[9]
- 変態芸術 吸いつく結合（2016年4月15日）[10]
- 性器の大実験 発電しびれ腰（2017年5月26日）[11]
- サイコウノバカヤロウ（2017年7月3日、OP Pictures）- 五藤蓮 役[12]
- おばちゃんの姫事 巨乳妻と変態妻なら？（2017年4月）[13]
- 人妻の吐息 淫らに愛して（2019年）[14]
- 裸舞♡パートナー 欲望大開放（2024年6月14日、オーピー映画）[15]
- 肉感海岸 美巨乳店員のいるお店（2025年7月18日、オーピー映画）- 梨花 役[16]

### オリジナルビデオ
- 高校性教師 全裸の課外授業（2003年）[17]
- 顔無月（かんなづき）（2003年）[18]
- 聖職卍固め / 女医と尼僧の禁断情事（2007年）[19]主演
- 哀姉妹 お姉ちゃんを虐める奴はワタシが許さない（2015年）